# Ulica Włodarzewska w Warszawie

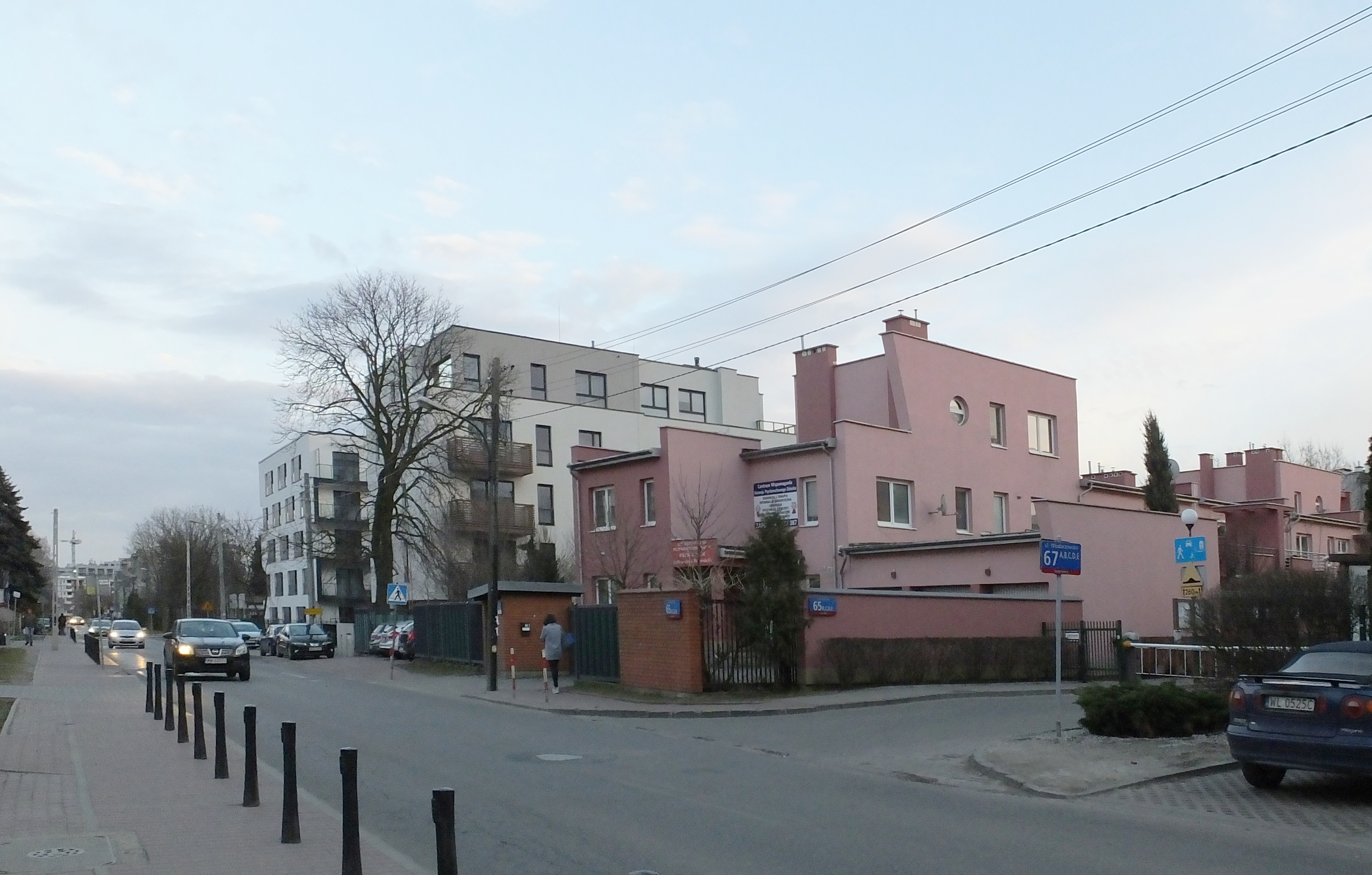
Ulica Włodarzewska 65a. Centrum Wspomagania Rozwoju Psychoruchowego Dziecka i niepubliczna poradnia „Małymi Krokami”

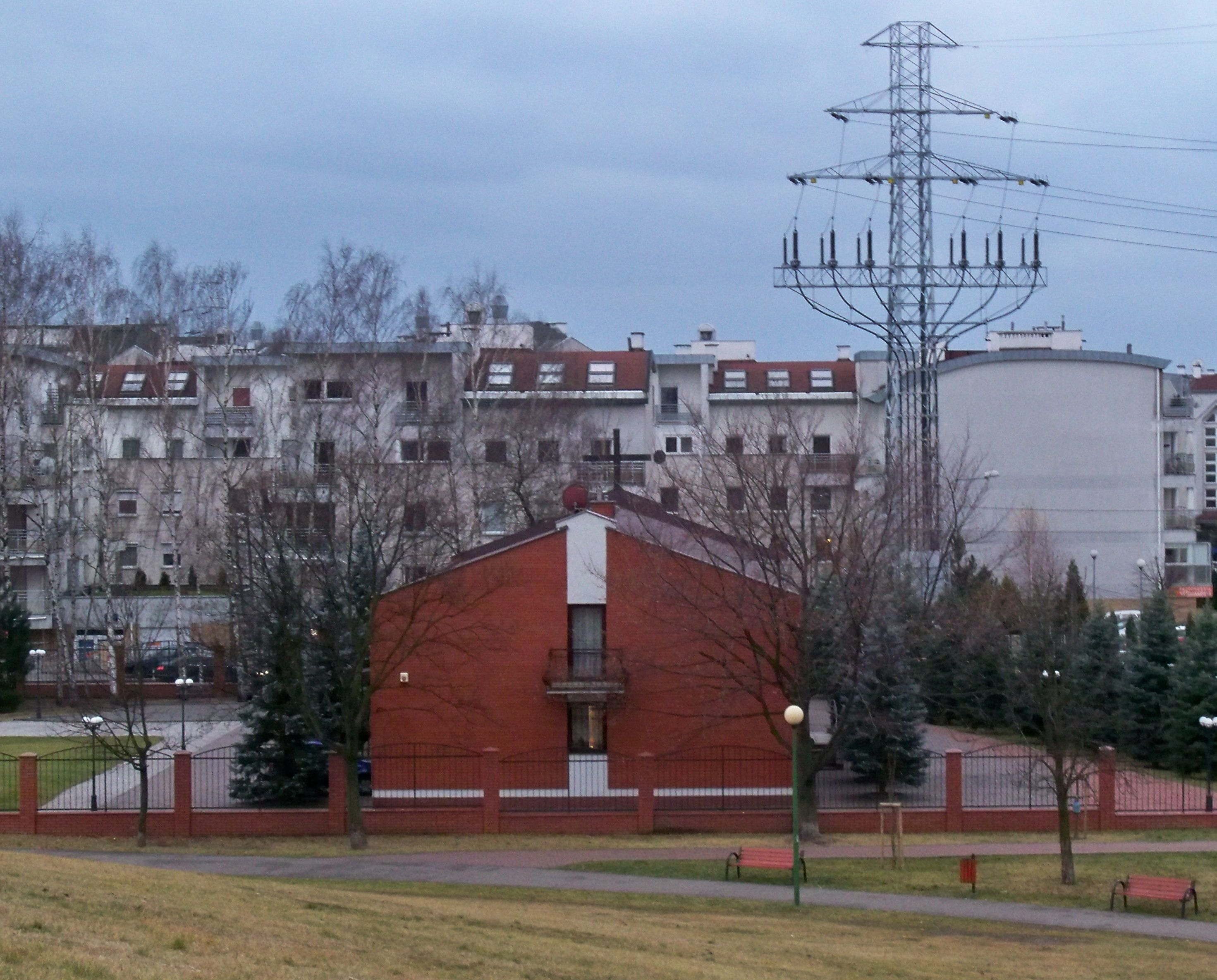
Kościół św. Grzegorza Wielkiego, w tle osiedle Park (ul. Włodarzewska 55)

Ulica Włodarzewska – ulica w Warszawie, w dzielnicy Ochota.

## Historia
Ulica Włodarzewska biegnie śladem dawnej drogi wiejskiej, wzdłuż której położona była wieś Szczęśliwice. Droga ta wówczas odchodziła na zachód od Szosy Krakowskiej, prowadząc do Włoch. Przy zachodnim krańcu krzyżowała się z inną drogą, a obszar ten określano jako Budki Szczęśliwickie. 
W ramach rozszerzenia Warszawy w 1916 w obręb XXIII okręgu miasta włączono Rakowiec. Oznaczało to objęcie granicami miasta dotąd przedmiejskiego fragmentu Szosy Krakowskiej i przylegającego do niej odcinka drogi do Szczęśliwic. Nowe ulice nazwano Grójecką (jako przedłużenie już wcześniej włączonej do miasta ulicy) i Solipsowską, zgodnie z miejscowościami, do których prowadziły (Grójec i Solipse). W 1951 wraz z dalszym rozszerzeniem Warszawy w jej granicach znalazła się cała ówczesna ulica Solipsowska. W tym czasie ulica ta kończyła się na zachodzie skrzyżowaniem z ulicą Naukową i przebiegała przez tory Elektrycznej Kolei Dojazdowej, później Warszawskiej Kolei Dojazdowej, oraz kolei radomskiej. Przy skrzyżowaniu Solipsowskiej i Drawskiej znajdował się przystanek Warszawa Szczęśliwice. 12 kwietnia 1954 zmieniono nazwę ulicy na Włodarzewską. Później torowisko linii radomskiej i nowej trasy WKD rozbudowano i dobudowano odcinek Alej Jerozolimskich od dworca Warszawa Główna Osobowa do wylotu z miasta. Przez rozbudowane torowisko zlikwidowano przejazd, a jednocześnie połączenie Włodarzewskiej z Alejami Jerozolimskimi zaprojektowano tak, że jest ono skrzyżowaniem bezkolizyjnym, a więc nie ma przejazdu ulicą Włodarzewską na wprost przez jezdnie Alej. W ten sposób ulicę Włodarzewską podzielono na trzy niepołączone bezpośrednio odcinki – od ulicy Grójeckiej do Alej Jerozolimskich, z dobudowanym odcinkiem odbijającym ku Alejom na północ od dotychczasowego przebiegu ulicy (na wschód od torowiska), między torowiskiem a ulicą Jutrzenki oraz od Alej Jerozolimskich, a praktycznie ulicy Budki Szczęśliwickie, do ulicy Popularnej (po przekierowaniu zakończenia od ulicy Naukowej do Popularnej). 
Po kolejnych reformach podziału administracyjnego Warszawy w granicach Ochoty pozostał pierwszy odcinek, a dwa pozostałe znalazły się we Włochach (jeden na granicy z Ochotą, częściowo pozostając w jej obrębie). W związku z tym planowano odcinek leżący na pograniczu Włoch i Ochoty wyłączyć z numeracji ulicy Włodarzewskiej i włączyć do numeracji ulicy Jutrzenki, z którą się krzyżował. Ostatecznie 6 listopada 2014 odcinek ten włączono do nowo wytyczonej ulicy Szybkiej. 15 stycznia 2015 odcinek najbardziej położony na zachód nazwano ulicą Wiktoryn, a pozostały leżący we Włochach  pozbawiono nazwy. W następnym roku nazwę Wiktoryn rozciągnięto na odcinek do Budek Szczęśliwickich. Nazwa Wiktoryn pochodzi od nazwy folwarku, do którego droga ta prowadziła w XIX wieku i późniejszej części miasta.
Od lat 90. XX wieku rozpoczęła się znacząca zmiana charakteru ulicy. Od tego czasu wzdłuż niej budowano bloki mieszkalne. Okolica została uznana za atrakcyjną ze względu na obecność parku Szczęśliwickiego i stosunkowo niedużą odległość od centrum miasta. W 2008 ulicą poprowadzono linię autobusową (wówczas numer 208), przy czym ze względu na małą szerokość ulicy zdecydowano się wtedy na linię jednokierunkową obsługiwaną przez krótkie autobusy. W 2015 rozpoczęto przebudowę ulicy, co wiąże się z jej poszerzeniem i wyposażeniem w kanalizację burzową. Intensywna urbanizacja sprawia, że na osiedlach wzdłuż Włodarzewskiej zauważalna jest miejska wyspa ciepła.

## Ważniejsze obiekty
- Kamienica Brunona i Leona Wilmanów z 1935, ujęta w gminnej ewidencji zabytków[10] – ul. Grójecka 184
- budynek Colosseum, m.in. siedziba Narodowego Funduszu Zdrowia – ul. Grójecka 186
- Ambasada Albanii – ul. Altowa 1
- Park Szczęśliwicki
- kościół parafii św. Grzegorza Wielkiego – ul. Włodarzewska 54
- krzyż upamiętniający żołnierzy 7. Pułku Armii Krajowej „Garłuch” zamordowanych podczas egzekucji 2 sierpnia 1944 r.[11] – ul. Włodarzewska 67 (przy torach kolejowych)

W rejonie, w którym przerwano ciągłość ulicy, znajduje się przystanek kolejowy Warszawa Aleje Jerozolimskie. Ponadto ulica Wiktoryn znajduje się na tyłach pierwszego w Polsce sklepu sieci Castorama (ulica Popularna 71), sklepu sieci Black Red White (ul. Popularna 75) oraz zespołu biurowców Kopernik Office Buildings (Al. Jerozolimskie 172/180).
Przy ulicy Włodarzewskiej w 2019 była jedna stacja Veturilo (Stacja nr 9560 Włodarzewska–Maszynowa).

## Inne ulice o tej samej nazwie
W 1921 nazwę Włodarzewska nadano dotychczasowej ulicy Spokojnej na Mokotowie. Ulica ta w latach 30. została wchłonięta przez nowo wytyczaną aleję Niepodległości.
Po rozszerzeniu Warszawy o Włochy na ówczesnej Ochocie znalazła się druga ulica o nazwie Solipsowska, a przy akcji zmiany nazw w 1954 zadecydowano o zmianie nazwy ulicy na Szczęśliwicach. Ulica Solipsowska we Włochach później została nazwana Solipską.